# 顏明聖
顏明聖（1936年1月29日—），中華民國政治人物，台灣高雄市人，民主進步黨籍，台灣白色恐怖事件受害者。解嚴後曾任國大代表、民進黨憲改會常務委員、全動會常務委員。

## 生平
顏明聖於昭和十一年（1936年1月29日）出生於台灣高雄市，自臺灣省立高雄第一中學（現高雄市立高雄高級中學）、臺灣省立臺南師範學校（現國立台南大學）、軍法學校（現國防大學管理學院）畢業。

## 事蹟

### 第一次被捕 感化教育
依照官方判決書，顏明聖在求學時期因閱讀《自由中國半月刊》等雜誌，思想受其控制因而不滿政府。顏明聖曾於民國48年（西元1959年）夏天，與另一案議決叛亂的施明正談及：「我們要組織文藝團體並發行刊物，刊載政府及社會一切不良現象，利用書刊來吸收青年再發展組織，進而爭取政治地位，謀得臺灣獨立」等語。
顏明聖於29歲時被捕，被判決交付思想感化三年並執行感化教育兩年又五天。涉案關係人為施明正。

### 被阻卻參選高雄市議員
顏明聖沒有被判褫奪公權，因此出獄後依然可以參加選舉。他於1968年高雄市長選舉中幫助黨外的楊金虎當選高雄市長，並擔任楊市長的機要秘書。當時的國民黨知道顏明聖要參選高雄市議員，於是以詐欺罪將他關進牢房。但顏明聖早就準備好參選報名表，並且在開庭時轉交給廖正雄、施明雄和一位李姓男子。除此之外，施明雄還提供住處當作顏明聖的競選總部。
最後選舉結果顯示顏明聖當選，而他也立即被釋放。

### 第二次被捕
1975年中央民意代表增補選時，楊金海出錢出力支持軍法學校畢業的顏明聖參選立法委員，楊金海擔任他的競選總幹事。在競選過程因言論過激而再度被捕，且當年以高票落選。

### 第三次被捕
1976年的五5月下旬，楊金海將包括余登發、謝掙強等等多位地方著名人士完成簽名的發起人名冊（籌組政黨之名冊），交給準備北上的顏明聖，請他交給郭雨新，可一週後，楊金海與顏明聖因參與郭新雨的組黨運動而一同遭到調查局特務的逮捕。
依照當時的官方判決書，檢方懷疑顏明聖和楊金海於1963年間，先後與張連等人分別在高雄市中正三路卅三號顏明聖住宅商討顛覆政府行動，討論由張連事先擬妥破壞的計畫，目的在於使政府陷於混亂。而在隔年10月間，檢方認為楊金海邀顏明聖、劉春林在其住宅密議如何以定時炸彈炸燬台灣電力公司高雄區營業處中島變電所，為實施破壞計畫的開端。再來同年11月下旬，楊金海、顏明聖二人與自美返國的高忠堅會面。檢方認為他倆從高忠堅手上接受了反動文件及爆破武器簡易製造圖樣影印本八頁。在1965年1月18日，檢方認定楊金海到中島變電所以賞花為名，實為執行現地勘查。
顏明聖被當局判刑有期徒刑12年。，1987年5月30日端午節前夕，顏明聖假釋出獄。。

### 解嚴之後
1991年當選國大代表。，1995年連任第三屆國民大會代表。，1996年3月參選高雄市第一選區國民大會代表並當選，也當選民主進步黨憲改會常務委員、召集人，身兼執筆人，同時也是全動會（全國動員入聯合國）常務委員。2002年以無黨籍身分參與高雄市第三選區直轄市議員選舉，未當選。。

## 著作
《國會改革方案之理論與實際》（1999年3月15日）